# Улица Чкалова (Минск)
Улица Чка́лова (бел. Вуліца Чкалава) — улица в Октябрьском районе Минска.
Улица начинается от улицы Московской на путепроводе над железной дорогой Москва—Брест и платформой Институт культуры. Улица Чкалова пересекается с улицами Могилёвской, Брилевской, Воронянского и завершается подъездной дорогой к зданию аэровокзала аэропорта Минск-1 и пересечением с улицей Аэродромной.
На рубеже XIX—XX веков на месте современной улицы проходил Койдановский тракт. Здесь находилось предместье Добрые мысли, а севернее располагался Брестский вокзал. В 1939 году улица, которая вела из центра города к минскому аэропорту, была переименована в честь лётчика-испытателя Валерия Павловича Чкалова; мемориальная доска в его честь установлена на доме №12. Застройка улицы послевоенная и относится к 1950-70-м годам. В 1965 году был установлен памятник бортмеханику Тимофею Терентьевичу Ромашкину.
На улице расположены, в частности, Администрация (райисполком) Октябрьского района (Чкалова, 6), средняя школа №1 (Чкалова, 3), Дворец культуры и спорта железнодорожников (открыт в 1978 г.; Чкалова, 7) и здание аэровокзала аэропорта Минск-1 (Чкалова, 38).